# Gromada Niemstów (Powiat Lubaczowski)
Gromada Niemstów war eine Verwaltungseinheit in der Volksrepublik Polen von 1954 bis 1960. Verwaltet wurde die Gromada vom Gromadzka Rada Narodowa, dessen Sitz sich in Niemstów befand und der aus 13 Mitgliedern bestand.

Die Gromada Dachnów gehörte zum Powiat Lubaczowski in der Woiwodschaft Rzeszów (1945–1975). Sie wurde gebildet aus den ehemaligen Gromadas Niemstów und Folwarki der aufgelösten Gmina Cieszanów sowie der Gromada Ułazów, aber ohne den Weiler Koziejówka der aufgelösten Gmina Stary Dzików.
Am 31. Dezember 1960 wurde die Gromada aufgelöst und die Dörfer Niemstów i Folwarki wurden in die Gromada Dachnów eingegliedert, deren Sitz unter Beibehaltung des Namens nach Cieszanów verlegt wurde. Das Dorf Ułazów wurde in die Gromada Dzików Stary eingegliedert.